# Romanus pontifex
Romanus Pontifex je papeška bula, ki jo je napisal papež Nikolaj V. 8. januarja 1455.
S to bulo je papež odobril zavzetje nekrščanskih dežel, ki so bile odkrite v dobi odkritij, prav tako pa je spodbudil zasužnjevanje staroselskih, nekrščanskih ljudi iz Afrike in Amerik.